# حشره‌خوار دندان‌قهوه‌ای
 حشره‌خوار دندان‌قهوه‌ای (سرده) (نام علمی: Episoriculus) نام یک سرده از زیرخانواده حشره‌خوارهای دندان‌سرخ است.

## گونه‌ها
- حشره‌خوار دندان‌قهوه‌ای هاجسون (E. caudatus)
- حشره‌خوار دندان‌قهوه‌ای تایوانی (E. fumidus)
- حشره‌خوار دندان‌قهوه‌ای دم‌دراز (E. leucops)
- حشره‌خوار کوهی دم‌دراز (E. macrurus)